# Miha Brejc

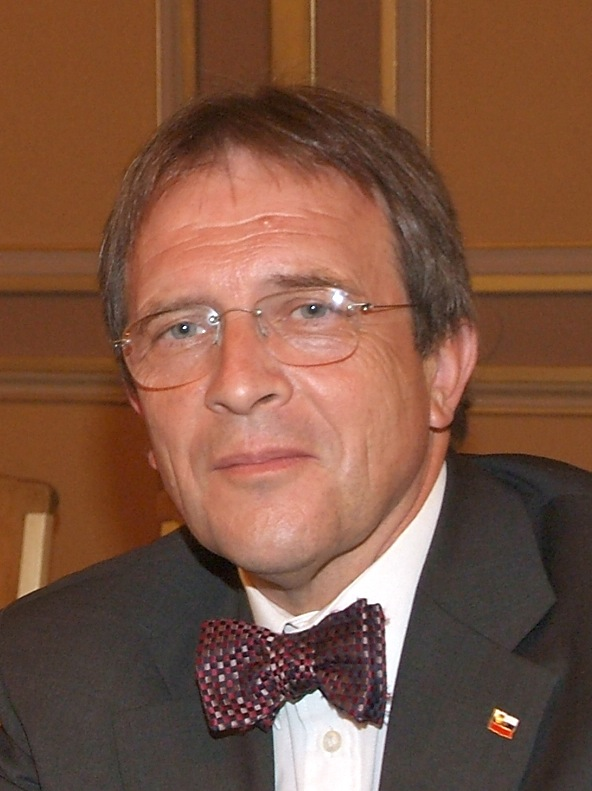
Miha Brejc (2005)

Mihael (Miha) Brejc (Belgrado, 15 november 1947) is een Sloveens politicus, lid en sinds 1995 vicevoorzitter van de Sloveense Democratische Partij en sinds 2004 afgevaardigde namens deze partij in het Europees Parlement. Hij maakt deel uit van de fractie van de Europese Volkspartij.
Brejc diplomeerde in 1975 over de besluitvorming in de Tozd (Basisorganisatie van verenigde arbeid), zoals de kleinste bedrijfseenheden in Slovenië toen heetten. In 1982 schreef hij een sociologische scriptie  en in 1985 promoveerde hij op het onderwerp Organisatie van niet-producerende activiteiten in de verhoudingen van het socialistisch zelfbestuur. Hij is hoogleraar aan de universiteit van Ljubljana, waar hij zich met bestuurskundige onderwerpen bezighoudt.
Tussen 1990 en 1993 leidde Miha Brejc de Sloveense inlichtingendienst. Na beëindiging van deze betrekking verhuisden verschillende documenten mee naar zijn huis, die hij eerst later, via het parlement, teruggaf. In het kabinet Bajuk in 2000 was hij minister van werkgelegenheid en sociale zaken. Na de val van dit kabinet in hetzelfde jaar werd hij na nieuwe verkiezingen vicevoorzitter van het parlement. Van 2000 tot 2004 was hij lid van de Assemblee van de Raad van Europa.
Brejc was plaatsvervangend lid van de Europese Conventie voor het Verdrag tot vaststelling van een Grondwet voor Europa. Sinds de Europese verkiezingen in 2004 is hij lid van het Europees parlement.
- Gemeinsame Normdatei: 1217062173
- International Standard Name Identifier: 0000 0000 3753 092X
- Library of Congress Control Number: n2003100821
- Nationale en Universitaire bibliotheek Zagreb: 000016636
- Virtual International Authority File: 14149739
- WorldCat: E39PBJyX3kpr7RmQkpXQFyFYfq